# Brian Kidd
Brian Kidd (ur. 29 maja 1949) – angielski piłkarz, który występował na pozycji napastnika, wychowanek Manchesteru United, do którego dołączył w 1964 roku. Karierę piłkarską zakończył w 1984 roku, a jego ostatnim klubem był amerykański Fort Lauderdale Strikers. W reprezentacji Anglii zaliczył dwa występy i zdobył jedną bramkę. Od lipca 2013 Kidd jest asystentem menadżera w Manchesterze City, a od 2016 drugim trenerem w zespole Pepa Guardioli.

## Kariera szkoleniowa
Kidd rozpoczął swoją karierę trenerską w 1984 roku w klubie Barrow. Następnie w zaledwie kilku meczach prowadził Preston North End. W roku 1988 został trenerem juniorów w Manchesterze United. W latach 1991–98 Kidd pomagał sir Alexowi Fergusonowi w prowadzeniu pierwszej drużyny. Po poważnych konfliktach z Fergusonem opuścił klub. Dwa lata później znalazł nowego pracodawcę. Został menadżerem Blackburn Rovers. Zastąpił on na stanowisku menadżera Roya Hodgsona. Asystentem Kidda był przyjaciel z Manchesteru United – Brian McClair. Rok później Kidd został zastąpiony przez Tonego Parkesa.
W 2000 roku został trenerem młodzieży w Leeds United, ale w marcu tego samego roku awansował na stanowisko asystenta Davida O’Leary’ego, który był szkoleniowcem pierwszej drużyny. Po tym jak O'Leary opuścił klub Kidd pomagał w prowadzeniu zespołu Terry'emu Venablesowi, po czym opuścił Leeds po tym jak nowym szkoleniowcem został Peter Reid. Później w latach 2003-2004 był asystentem Svena-Görana Erikssona w reprezentacji Anglii. W sierpniu 2006 roku, gdy były gracz United Roy Keane został trenerem Sunderlandu pojawiły się plotki, że Keane chce Kidda na Stadium of Light. Mimo tego Kidd w 2006 roku został asystentem Neila Warnocka w Sheffield United i pełnił tę funkcję do 2008 roku, kiedy to zespół opuścił szkoleniowiec Bryan Robson, przyjaciel Kidda poznany również w Manchesterze United. 11 lutego 2009 przyjął ofertę asystenta trenera, którą zaoferował mu Paul Hart w Portsmouth. W sierpniu tego samego roku opuścił klub po tym jak nie przedłużył kontraktu. Przez krótki okres prowadził drużynę juniorów Manchesteru City.
W grudniu 2009 roku Kidd przyjął propozycję objęcia funkcji asystenta menadżera Roberto Manciniego w tym klubie. W 2013 roku po tym jak zwolniono Włocha, Kidd został tymczasowym menadżerem zespołu. Poprowadził drużynę w dwóch ostatnich meczach ligowych przeciwko Norwich (2:3) i Reading (2:0). Kiedy zarząd znalazł następcę Manciniego (Manuela Pellegriniego) Kidd został ponownie asystentem nowego szkoleniowca.